# Société des artistes indépendants
Société des artistes indépendants (sv. Independenterna) är en fransk konstorganisation, bildad som en sammanslutning av konstnärer i Paris på initiativ av konstnären Albert Dubois-Pillet 19 juli 1884 med en rad nytänkande, inte minst impressionistiska konstnärer som Georges Seurat, Paul Signac och Odilon Redon som ursprungliga medlemmar. Gruppen var en av ytterligare några "utbrytargrupper", som på detta vis ville markera sitt konstnärliga oberoende och sitt missnöje med den mer konservativa, akademiskt styrda och i princip omnipotenta Parissalongen, som var det som gällde i konststaden Paris vid denna tid, om man ville ha en möjlighet att för en finare publik få visa upp, få bedömt och därmed möjlighet att få sålt sina verk eller knyta kontakter för möjliga framtida inkomster och positioner. 
Gruppen skapade så en konkurrerande, egen regelbundet återkommande konstsalong, Salon des indépendants, öppen för "alla" som önskade delta, utan krav på några akademiska meriter eller kontakter och utan någon jury eller pristävlan. Således har utställningarnas kvalitet och omfång varierat genom åren och ofta innefattat tusentals verk per utställning av såväl franska som utländska konstnärer. Efter ett komplicerat uppehåll under första världskriget erbjöds gruppen 1920 att flytta in sina återkommande salonger i källarplanet på Grand palais i Paris, och där hålls utställningarna än i dag. För den traditionella Parissalongen innebar efterhand denna nya konkurrens en till viss del förändrad position och betydelse i konstvärlden och framtvingade med tiden förnyelser även inom denna.

## Några kända medverkande konstnärer genom åren
- Alexander Archipenko
- Maurice Boitel
- Georges Braque
- Bernard Buffet
- Henri Cadiou
- Jean Carzou
- Marc Chagall
- Giorgio de Chirico
- Georges Dufrénoy
- Alexandra Exter
- Isaac Alexandre Frenkel Frenel
- Alberto Giacometti
- Pierre Gilou
- Georges Gimel
- Henryk Gotlib
- Andre Houllier
- René Iché
- Wassily Kandinsky
- Kiki of Paris
- Kazimir Malevich
- Henri Matisse
- Vadim Meller
- Joan Miró
- Amedeo Modigliani
- Camilo Mori
- Piet Mondrian
- Jean Monneret (president)
- Edvard Munch
- Odilon Redon
- Jelka Rosen
- Henri Rousseau
- Georges Seurat
- Paul Signac
- Alfred Sisley
- Léopold Survage
- Amadeo de Souza Cardoso
- Sonia Terk
- Henri de Toulouse-Lautrec (1889)
- Vincent Van Gogh (1889 och 1890)
- Edouard Vuillard (1901)